# Смолянський замок
54°36′05″ пн. ш. 30°03′15″ сх. д. / 54.60140557° пн. ш. 30.05425001° сх. д.
Смолянський замок, або замок Білий Ковель (біл. Смалянскі замак) — руїни замку розташовані на північно-західній околиці села Смоляни (Оршанський район, Вітебська область) на правому березі річки Дзернівка. Замок був побудований у 1 чверті 17 століття князем С. Сангушка-Ковельський. Замурований цеглою та дрібним камінням. Сильно пошкоджений під час Північної війни 1708 р., остаточно зруйнований у першій половині 19 ст. Збереглися залишки башти.

## Опис
Прямокутна площа замку (100 х 200 м) піднімається лише на 40-60 см над заболоченою заплавою. Ймовірно, у 17-18 ст. замок був оточений штучним водосховищем. Це підтверджується його розташуванням у заболочених низовинах та відсутністю валів і особливо бастіонів. Приблизно в центрі прямокутника на невисокому пагорбі знаходяться руїни (до 20 м заввишки) п'ятикутного виступу вежі. Його закритий об'єм створює стіна 2-3-поверхового корпусу (ймовірно, головної будівлі замку). 3 вежі мали вихід на подвір'я замку, обмежене триповерховими будинками з квадратними вежами по кутах, що виступали за лінію стін, і в'їзной брамой.
Кладка замку за типом найближча до так званих голландських. У кладці трапляються камені середнього розміру, іноді кілька поспіль. Товщина стін від 120 до 170 см. Розміри цегли 8 х 13 х 29 см
Вцілілі деталі зовнішнього декору — ліпні картуші та віконні прорізи — перегукуються з візерунками декору та архітектури першої половини XVI століття. Також є фрагменти інтер'єру — сліди гвинтових сходів, що проходили по внутрішньому периметру вежі, велика кількість ніш різного розміру на внутрішній поверхні тієї самої вежі, арочний прохід від основної будівлі до вежі, деталі камінів. Замок був пофарбований у білий колір. На початку 17 ст. стіни приміщень розписані фресками. На початку 17 століття замок був одним з найбільших палацово-замкових ансамблів Білорусі.

## Історія
Перебуваючи недалеко від східного кордону Великого князівства Литовського, замок був зруйнований під час московсько-польської війни 1654—1667 років і північної війни 1700—1721 років . Тодішній власник замку — Павло Кароль Сангушко — виступив в північній війні на боці шведів. У замку тримав оборону шведський генерал-ад'ютант Каніфер на чолі близько 200 солдатів. В результаті вдалого штурму укріплення були захоплені московськими військами, а генерал Каніфер потрапив в полон. Відступаючи, війська Петра I частково підірвали замок, щоб не залишати його шведській армії. Після цих подій основною резиденцією роду Сангушків стає Гродно, а смольянскій замок починає приходити в запустіння.
Після повстання 1830—1831 років замок був конфіскований у його власників і переданий колезькому асесору Василю Семенову, який продав його «на цеглу». У 1860—1870 роках залишки замку перейшли у власність статського радника В. А. Тітова, Який не тільки припинив його розбирання, а й на власні кошти зробив консервацію збереженої башти і зміцнив її основу невеликими контрфорсами.

## Галерея

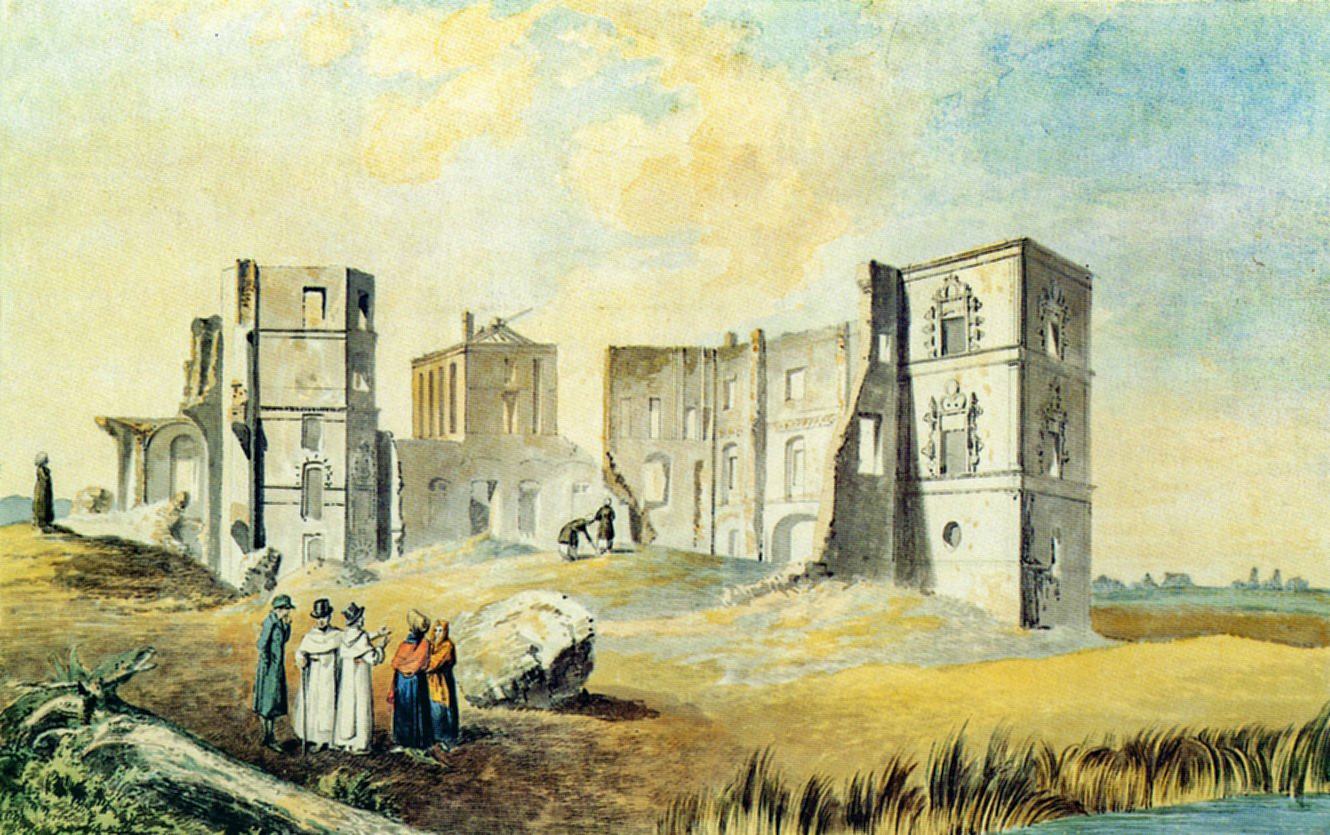
Білий Ковельський замок. Й. Пешки, кін. XVIII століття
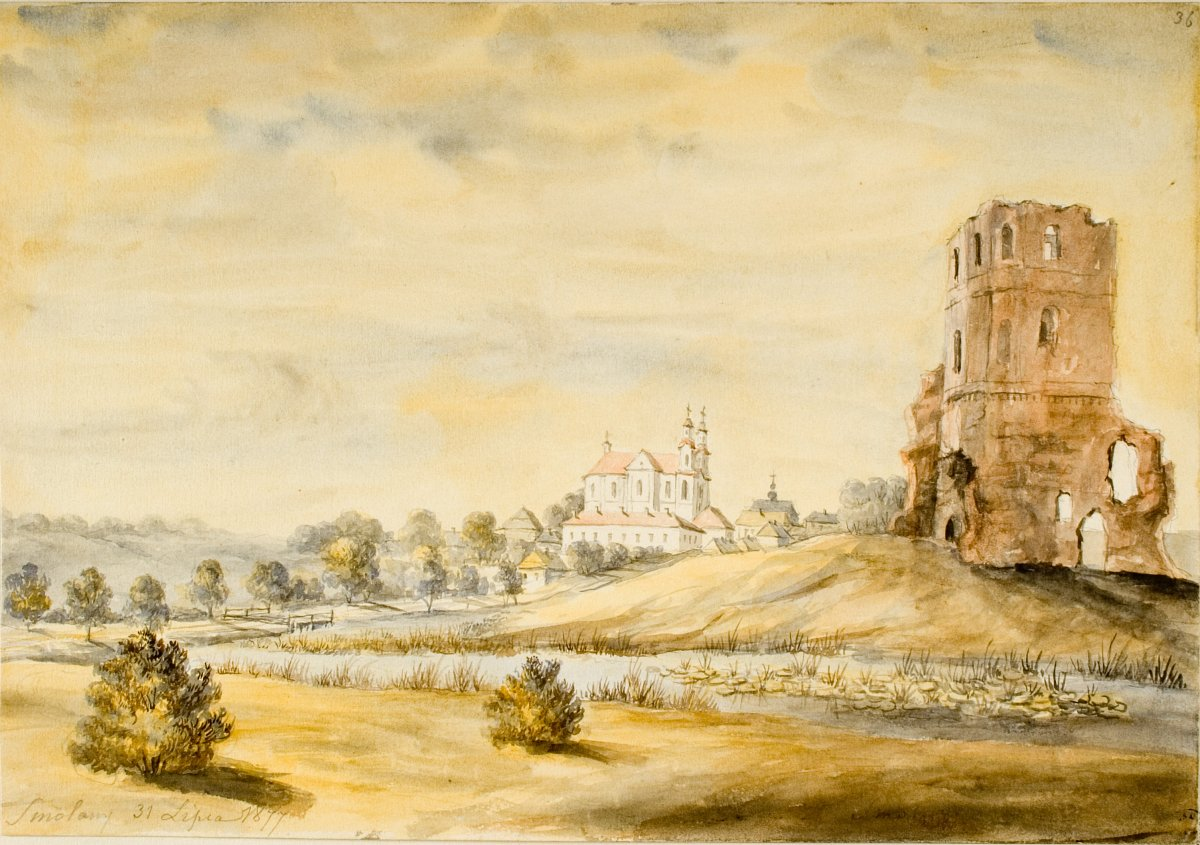
Замок. Наполеон Орда, 2 пол. XIX століття
Вціліла вежа зсередини
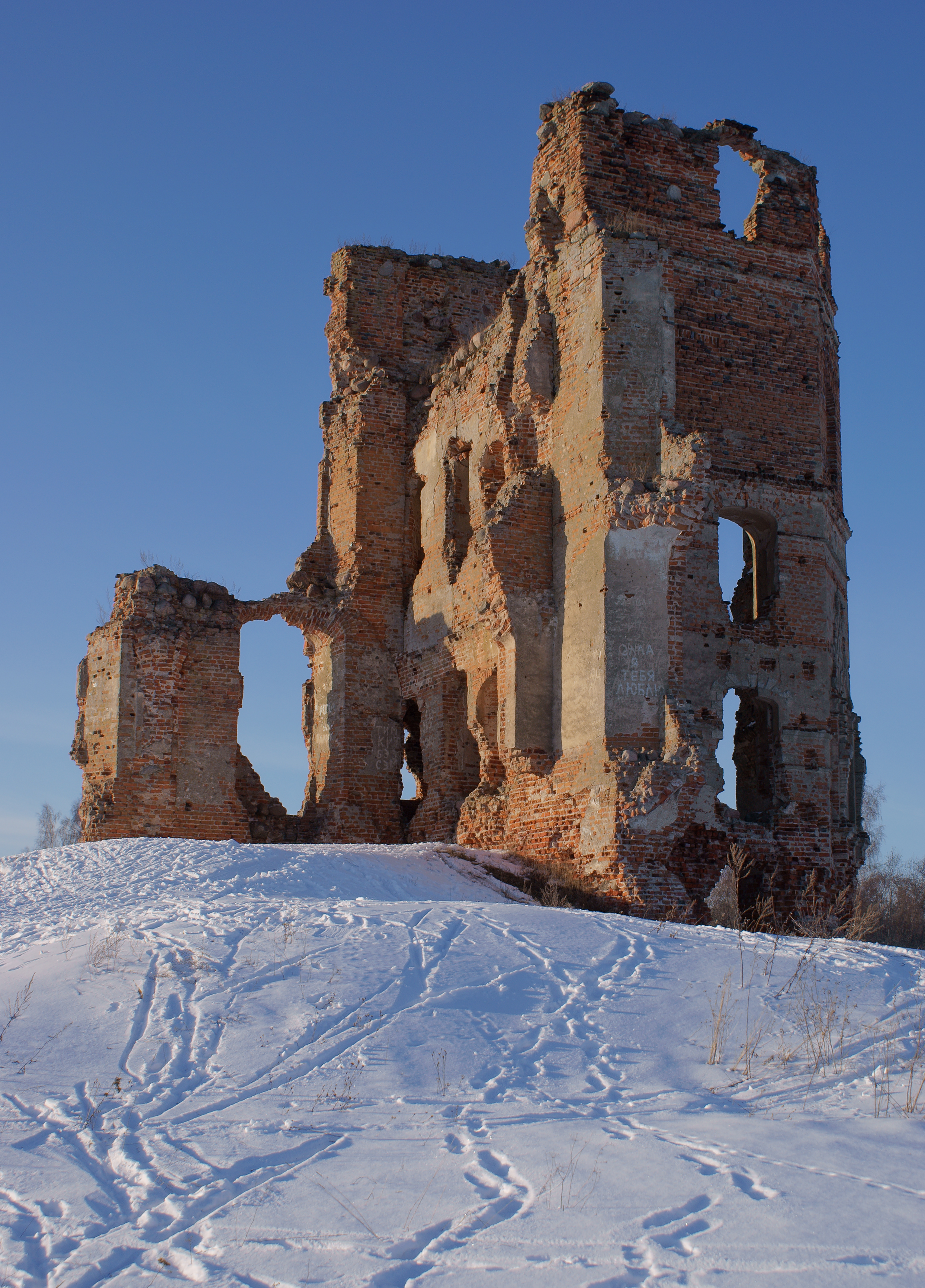
Замок взимку